# Václav Strimpl
Václav Strimpl (20. července 1894, Praha – 2. července 1942, Praha-Kobyliská střelnice ) byl český lékař, odborník v oboru bakteriologie, imunologie a epidemiologie. Dlouhodobě působil na Slovensku, kde od roku 1938 vedl Ústav patologie Městské nemocnice v Košicích a zároveň vedl Pasteurův ústav, který byl zřízen jako pobočka Státního zdravotního ústavu v Praze s působností pro Slovensko a Podkarpatskou Rus.
Václav Strimpl byl zatčen při své práci v terénu při zkoumání tyfové infekce a byl zastřelen na Kobyliské střelnici 2. čeervence 1942.